# Schwarzer Samt
Schwarzer Samt ist ein deutscher Kriminalfilm der DEFA von Heinz Thiel aus dem Jahr 1964.

## Handlung
Das Ministerium für Staatssicherheit (MfS) nimmt den Fotografen Gwendoleit fest, der als Kurier gefälschte Papiere und Nummernschilder nach Leipzig bringen und zudem dort auch als Fotograf aktiv werden sollte. Da das MfS weder weiß, mit wem Gwendoleit sich in Berlin treffen sollte, noch, was das Fotomotiv ist, nimmt der Sicherheitsbeamte Alexander Berg Gwendoleits Identität an, auch wenn er eigentlich in den Winterurlaub nach Oberhof fahren wollte.
Am Oranienburger Tor steigt Helma Sibelka zu und übergibt Alexander am Leipziger Hauptbahnhof eine Anzahlung für die Pässe und die Nummernschilder. Berg verweigert die Herausgabe der Pässe, die sie erst bei Zahlung des vollen Betrages erhalten würde. Helma begibt sich zu ihrem Mann, dem Ingenieur Manfred, in die Pension, wo sie ihn mit der Sekretärin Vera Gorm zusammenfindet. Die Ehe ist für Manfred am Ende, längst plant er seinen Coup ohne seine Frau.
Alexander, der im Hotel Astoria seinen Stützpunkt einnimmt, hat nur wenige Anhaltspunkte, worum es in der Affäre gehen könnte. In wenigen Tagen beginnt die Leipziger Messe. Zudem erhält er einen chiffrierten Brief, in dem er durch eine „Dora“ aufgefordert wird, seinen „Geschäftspartner“ an eine Lieferung „schwarzen Samt“ zu erinnern. Bald wird deutlich, dass sich hinter „Dora“ ein gewisser Dr. Oranke verbirgt. „Schwarzer Samt“ identifizieren die Sicherheitsbeamten mit dem geforderten „Schnappschuss“, von dem Manfred bei einer Zusammenkunft spricht. Tatsächlich fordert Manfred Alexander bald auf, den Schnappschuss anzufertigen – von seinem Arbeitszimmer aus, von dem ein blind gesteuerter Kran zu sehen ist, der die Sensation auf der Leipziger Messe werden soll. Kranführer Manfred manipuliert die Maschine, sodass die Monitore ausfallen und der Testlauf ein Desaster wird. Alexander hält dies mit seiner Kamera fest. Bald werden die Verbindungen deutlich: Manfred hat von dem in Hamburg lebenden Dr. Oranke eine Stelle angeboten bekommen. Vorher jedoch soll er seinen Betrieb und durch die verstärkte Aufmerksamkeit im Rahmen der Messe das wirtschaftliche Ansehen der DDR nachhaltig schädigen. Die Sicherheitsbeamten wollen dennoch auf Zeit spielen, um herauszufinden, wen Manfred auf den zweiten angeforderten Pass mit in den Westen nehmen will, da es nicht seine Frau sein wird. Wenig später findet Alexander Manfred erschlagen auf.
Er wird von einer unbekannten Person aufgefordert, zu Manfreds Büro zu kommen. Hier trifft er auf Vera Gorm, die in Wirklichkeit einer der Drahtzieher der Aktion ist. Sie verrät Alexander, dass Manfred eigentlich den Kran mit Säure bearbeiten und so am Messeeröffnungstag zum Einsturz bringen sollte, er jedoch kneifen wollte. Sie habe ihn umbringen müssen. Die Säure wiederum wurde in einer Schachtel mit der Aufschrift „Schwarzer Samt“ transportiert. Alexander macht sich verdächtig, da er bestimmte Fakten nicht weiß, und wird von Vera enttarnt. Von einem Komplizen lässt sie ihn in die Kellerräume des Gebäudes bringen, während sie sich mit Säure am Kran zu schaffen macht. Hier wird sie von Alexanders Männern gestellt und auch Alexander, der den Komplizen unschädlich machen konnte, erscheint. Der Fall ist gelöst.
Wenig später sitzt Alexander endlich im Zug nach Oberhof. Eine Mitfahrerin sprüht sich Parfüm auf – Marke „Schwarzer Samt“.

## Produktion

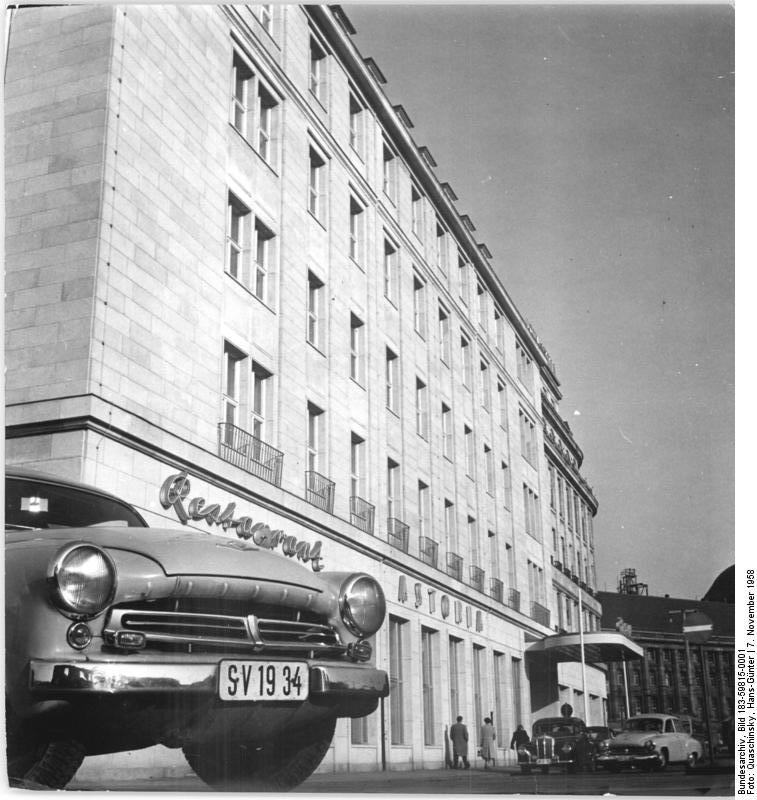
Das Hotel Astoria beherbergte Alexander während der Ermittlungen

Schwarzer Samt wurde 1963 in und um Leipzig gedreht. Drehorte waren unter anderem das Hotel Astoria, in dem Alexander Berg während seiner Ermittlungen logiert, und das Völkerschlachtdenkmal, in dem die Szene der Zusammenkunft von Alexander und Manfred entstand. Für die Dramaturgie war Joachim Plötner verantwortlich.
Der Film erlebte am 27. Februar 1964 im Berliner Kino Babylon seine Uraufführung. Das Drehbuch beruht auf Motiven des Romans Der scharlachrote Domino von Fred Unger.

## Kritik
Die zeitgenössische Kritik bewertete den Film kritisch. „Um äußerer Spannung willen wird manchmal auf innere Logik verzichtet; durch einen allzu komplizierten Aufbau ihrer Pläne scheinen sich die Agenten selbst Steine in den Weg zu legen“, befand ein Kritiker. Renate Holland-Moritz kritisierte, dass im Film wieder einmal „ein Superman serviert [wird], der den schwierigen Fall nahezu im Alleingang aufklärt.“
Das Lexikon des internationalen Films nannte Schwarzer Samt „spannende Unterhaltung, die im Rahmen der Möglichkeiten den James-Bond-Mythos persifliert.“ Eine Reflexion auf o. g. Mythos im Entstehungszusammenhang des Films ist jedoch falsch, da er im Umfeld der Leipziger Frühjahrsmesse 1963 gedreht wurde (vgl. diverse datierte Messe-Plakate sowie die Leipziger Messe-Kataloge Band I und Band II). Der Film wurde somit rund einen Monat nach dem Erscheinen des ersten James-Bond-Films in Westdeutschland gedreht.